# Strahovstadion

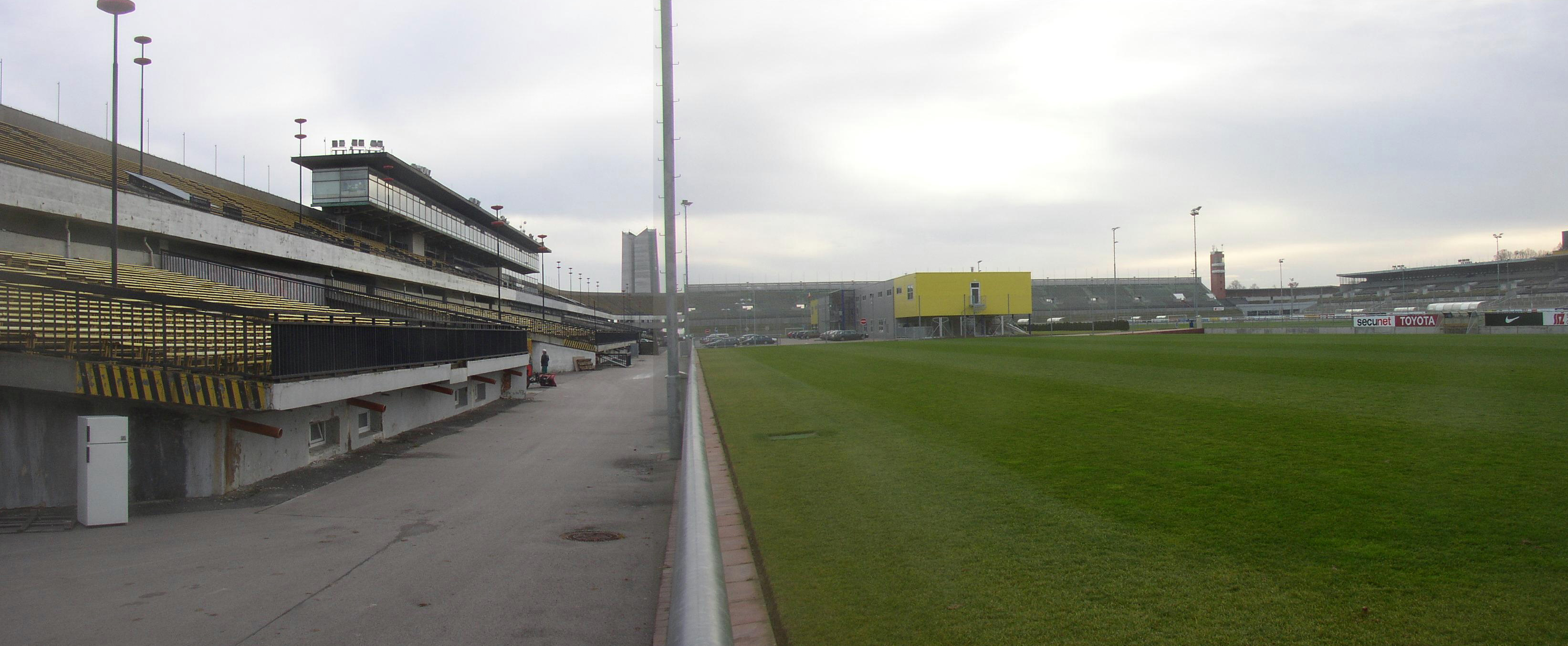
Strahov Stadion vanuit het noordoosten (2006)

Het Strahovstadion (Tsjechisch: "Strahovský stadion") is een stadioncomplex in de wijk Strahov in de Tsjechische hoofdstad Praag.
Het is met plaats voor 220.000 toeschouwers het grootste samengestelde stadioncomplex ter wereld. In de vorige eeuw hielden de communisten er hun Spartakiades. Het speelveld meet 63.500 vierkante meter, er is plaats voor 6 voetbalvelden en 2 futsalvelden. Op dit moment dient het als trainingscentrum voor de voetbalclub Sparta Praag. Het stadion staat naast het Evžena Rošickéhostadion.
In 1926 is de bouw gestart. In 1932, 1948 en 1975 is het stadion uitgebreid.